# Ламперти, Франческо
Франче́ско Лампе́рти (итал. Francesco Lamperti; 11 марта 1813, Савона, Лигурия — 1 мая 1892, Комо, Ломбардия) — итальянский музыкальный педагог, профессор пения в Миланской консерватории. Отец Джованни Баттисты Ламперти.

## Биография
Франческо Ламперти родился 11 марта 1813 года в Савоне, Лигурия. 
Преподавал многим выдающимся певцам и певицам: Альбани, Марии ван Зандт, Дэвиду Биспему, Антонину Вавре, Марчелле Зембрих, Анне Лагранж, Софи Крювель, Корнелии ван Зантен и другим.
Написал несколько руководств к изучению пения, среди которых: «Guide théorico-pratique élémentaire pour l'étude du chant», «Exercices journaliers pour soprano ou mezzo-soprano», «Études de bravoure pour soprano», «Observations et conseils sur le trille», «Solfèges dans le style moderne pour soprano et mezzo-soprano».
Франческо Ламперти умер 1 мая 1892 года в Комо.